# Иодид иридия(II)
Иодид иридия(II) — неорганическое соединение,
соль иридия и иодистоводородной кислоты с формулой IrI2,
порошок.

## Получение
- Разложение иодида иридия(III) при нагревании в токе иодоводорода:

{\displaystyle {\mathsf {2IrI_{3}\ {\xrightarrow {330^{o}C}}\ 2IrI_{2}+I_{2}}}}

## Физические свойства
Иодид иридия(II) образует порошок, 
нерастворимый в воде.